# 郑学稼
郑学稼（1906年—1987年7月13日），福州长乐人，中華民国历史学家、经济学家、传记作家。

## 生平
1929年冬，畢業於國立中央大學農學院畜牧獸醫系，曾任上海商品檢驗局技術員。 1933年，赴東京研究日本史。1935年至1943年年间出任复旦大学经济学院教授。1944年起任中华民国国防部外事局上校专员，1945年出任暨南大学教授。赴台湾后历任国立台湾大学、政治作战学校及国立政治大学东亚研究所教授，参与了中西文化论战、台灣鄉土文學論戰。
他对乡土文学论战的介入和他对青年马克思的异化思想的研究密切相关。他在1970年代撰写《论马克思的异化说》，并于1992年出版遗著《青年马克思》，强调青年马克思的《1844年经济学哲学手稿》所提出的异化概念对反思共产主义国家的专制有启发意义。他区分「三个马克思」，认为青年马克思的人道主义思想应与列宁主义区隔，甚至可与第二国际的改革派接轨。1980年代，在乡土文学论战期间，郑学稼驳斥余光中对陈映真的密告，主张青年马克思思想不应被视为颠覆性思潮，展现其作为国民党左派的独特角色。
1987年7月13日，鄭學稼在台北三軍總醫院病逝。

## 著作
- 《养猪学》（上海：世界书局，1930年）
- 《养羊学》（上海：世界书局，1931年）
- 《养鸡学》（上海：世界书局，1931年）
- 《养马学》（上海：世界书局，1931年）
- 《由文學革命到革文學的命》（勝利出版社，1942年；香港：亞洲出版社，1970年9月三版）
- 《魯迅正傳》（勝利出版社，1942年；台北市：時報文化，1978年）
- 《第三國際史》（上、中、下冊）（上海 : 民主出版社, 1948年；台北市：臺灣商務印書館，1977年）
- 《史達林真傳》（香港：亞洲出版社，1954年；台北市：國防部總政治作戰部，1974年）
- 《列寧主義國家論之批判》（香港：亞洲出版社，1956年；台北市：國防部總政治作戰部，1974年；台北市：國際共黨問題研究社，1976年）
- 《列寧評傳》（台北縣：政工幹部學校文化供應部，1958年）
- 《我的學徒生活》（台北市：徵信新聞報1965年；台北縣：帕米爾書店，1984年）
- 《中共興亡史》（五卷）（台北市：中華雜誌社，1970年）第一卷《中共的降生》、第二卷《由上海到武漢》、第三卷《由瑞金到延安》、第四卷《由延安到北平》、第五卷《中共大事記》
- 《日本史》（5冊）（台北市：黎明文化，1977年）
- 《拿破崙傳》（台北市：黎明文化，1980年5月）
- 《中國大陸天災與中共破壞生態平衡》（台北市：中國問題研究出版社，1981年）
- 《共產主義之異化》（台北市：黎明文化，1982年）
- 《南斯拉夫史》（台北縣：帕米爾書店，1985年）
- 《陳獨秀傳》（上、下冊）（台北市：時報文化，1989年）
- 《青年馬克思》（台北市：時報文化，1992年，ISBN 9571304220）
- 《中國共產主義運動史》（15冊）（台北市：政大出版社，2019年）

## 家庭
- 鄭慶慈：鄭學稼之女。原名鄭慶子，國立臺灣大學物理學系學士，美國馬里蘭大學物理學博士，著有《流浪者之歌：一個向理想奮鬥的女性》、《七十年代》等作，亦曾於美國太空總署從事大氣物理研究工作。

## 外部鏈接
- 姜新立. . 觀察.   [2021-10-18]. （原始内容存档于2021-06-20）.
- 古远清. . 广西师范大学出版社. 2010-03-19  [2013-05-06]. （原始内容存档于2017-09-25）.